# Stelis loejtnantii
Stelis loejtnantii är en orkidéart som beskrevs av Carlyle August Luer och Endara. Stelis loejtnantii ingår i släktet Stelis och familjen orkidéer. Inga underarter finns listade i Catalogue of Life.